# Георгій Джанелідзе
Гео́ргій (Гіо́ргі) Джанелідзе (груз. გიორგი ჯანელიძე; 1974 — 18 квітня 2015) — грузинський і український військовик, учасник російсько-української війни, доброволець полку особливого призначення «Азов».

## Життєпис
Народився в Тбілісі. У 2000-х роках служив у батальйоні імені Ґії Ґулуа (спецпідрозділ Міністерства внутрішніх справ Грузії), за фахом був сапером. У 2008 році захищав Грузію від російської агресії. За словами побратима — грузинського добровольця «Скорпіона» — також брав участь у війні в Абхазії у 1990-х роках, де воював пліч-о-пліч з українськими добровольцями.

### Вступ до полку «Азов»
У лютому 2015 року приїхав в Україну, щоб допомогти боротися проти російського вторгнення. Добровольцем вступив до лав полку особливого призначення «Азов» Національної гвардії України. До приїзду в Україну із сім'єю мешкав у Туреччині, мав благополучне життя та гідну роботу. Рішення воювати за Україну мотивував бажанням «віддати борг» українцям.
|                               | Колись українські воїни воювали за нашу Батьківщину, за Грузію, коли до нас прийшла біда. А грузин не може залишатися в боргу, тому я приїхав, аби воювати проти російської армії та допомагати українським братам. Це наша спільна справа та обов'язок. |
| — Георгій Джанелідзе «Сатана» | |

В полку «Азов» був бійцем 2-ї роти та інструктором із саперної справи. Отримав псевдо «Сатана». За словами командира 2-ї роти полку «Азов» Кирила Беркаля «Кірта», грузинський доброволець швидко зарекомендував себе як вправний боєць і досвідчений командир. Підрозділ тоді діяв у Широкиному. В одній із перестрілок з росіянами у квітні «Сатана» отримав поранення у голову, проте залишився на позиції та продовжив вести бій. Повернувся на фронт попри заборону лікарів.
|                                                    | Під час кожного завдання він ішов першим. Він хотів, щоб ні з ким нічого не трапилося, щоб усі залишилися живі, щоб у разі чого першому йому дісталося. Так і вийшло. |
| — «Скорпіон», грузинський доброволець полку «Азов» | |

### Останній бій
18 квітня 2015 року група бійців «Азову» виконувала важливе бойове завдання у «сірій зоні» в житловому районі Широкиного (офіційно повідомлялось, що це була підконтрольна українським силам територія). Георгій Джанелідзе йшов попереду, розміновуючи прохід. Українські бійці натрапили на російську диверсійно-розвідувальну групу. Зав'язався бій, під час якого «Сатана» знищив одного окупанта (пізніше експрезидент Грузії М. Саакашвілі повідомив, що це був кадровий російський військовий інструктор), та сам отримав смертельне поранення і загинув на місці. Решта групи була змушена відійти під шквальним вогнем ворога. У цьому бою був поранений друг Джанелідзе Георгій Саралідзе «Гюрза-2». Росіяни втратили п'ятьох убитими і пораненими.
Тіло грузинського добровольця залишилося у «сірій зоні». Побратими не могли забрати його через щільний ворожий вогонь. Перестрілка тривала до кінця дня 18 квітня і всю ніч 19 квітня. Під прикриттям кулеметного вогню окупанти замінували тіло Георгія Джанелідзе, при цьому втративши одного свого бійця. Вивезти загиблого воїна вдалося лише вдень 19 квітня, після 10-годинних перемов з окупантами за участі представників місії ОБСЄ. Росіяни зняли відео із глузуванням з тіла вбитого добровольця.
Прощання з героєм відбулося 24 квітня на Майдані Незалежності у Києві. Останню шану Георгію Джанелідзе віддали сотні людей, зокрема, бойові побратими, земляки, грузинські посадовці, пересічні кияни.
Поховали воїна в Тбілісі, на військовому цвинтарі в Мухатґверді. У нього залишилися мати, дружина, син і двоє доньок.

## Нагороди
- Медаль «За жертовність і любов до України» (посмертно), нагороджений 21 квітня 2015 року;
- Відзнака «За оборону Маріуполя» (посмертно)[1].

## Пам'ять
Є одним із головних героїв документального фільму військового кореспондента Руслана Ганущака «Брат за Брата» 2016 року, що присвячений грузинським добровольцям полку «Азов». Фільм містить кадри боїв за участі Георгія Джанелідзе, розповідає історію його загибелі та знущання ворога над тілом. Іншим героєм стрічки є побратим Джанелідзе Георгій Саралідзе «Гюрза-2».